# シーダーパーク (テキサス州)
シーダーパーク（Cedar Park）は、アメリカ合衆国テキサス州のウィリアムソン郡にある都市。人口は7万7595人（2020年）。州都オースティンの北西に隣接している。市域の一部はトラヴィス郡に入っている。

## 概要
1973年に市として法人化した。この時点の人口は1,765人で、実質的に農村だった。しかし、その後の発展は目覚ましく短期間でベッドタウン化した。H-E-Bセンターという屋内競技場があり、バスケットボールやアイスホッケーの試合が行われる。

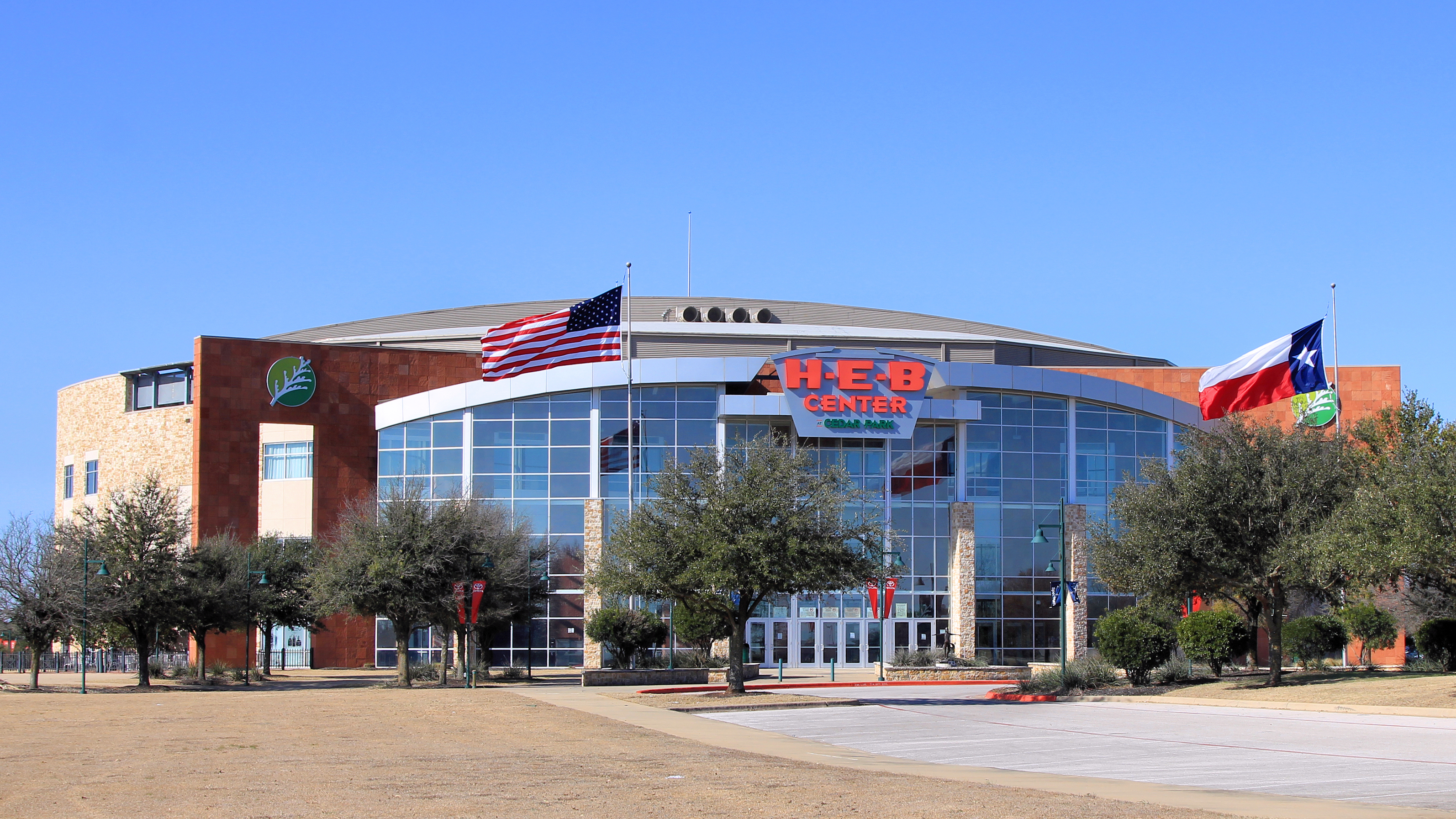
H-E-Bセンター